# Вакуленко Надія Вікторівна
Надія Вікторівна Вакуленко (20.09.1962, с. Бокиївка Волочиський район, Хмельниччина) — майстриня художньої вишивки, заслужена майстриня народної творчості УРСР (1969), член Національної спілки майстрів народного мистецтва.

## Біографія
Надія Вікторівна Вакуленко народилася в 1962 році на Хмельниччина. Закінчила Решетилівське художнє професійне училище, відділ ручної та машинної вишивки, Вижницьке училище прикладного мистецтва (Чернігівська область)(1985), за фахом художник, майстер по вишивці, Полтавський національний педагогічний університет ім. В.О. Короленка (2001) за спеціальністю вчитель трудового навчання. Працює майстром виробничого навчання (ручна вишивка) у Решетилівському художньому професійному ліцеї. Оздоблює вишивкою моделі жіночого, чоловічого та дитячого одягу. Створює композиції для українських традиційних рушників, сорочок, серветок, скатертин, використовуючи народні техніки орнаментування, зокрема вирізування, рахункову гладь, мережки, зерновий вивід, «солов'їні вічка», хрестик. Вироби майстрині-вишивальниці зберігаються в Києві — у Національному музеї народної архітектури та побуту України (с. Пирогово), Національному музеї народного декоративного мистецтва, Решетилівському музеї художнього професійного ліцею, в приватних колекціях (Австралія, Канада, США, Франція).

## Роботи майстрині
1985 р. — купони жіночі   
1988 р. — купони дитячі   
1989 р. — купони чоловічі
1990 р. — рушник «Український»
У творчому доробку  Вакуленко Н.В. рушник «Дивоцвіт», скатертина «Святкова», блуза «Ніжність», сукня «Юлія».

## Досягнення
Надія Вакуленко — член Національної спілки майстрів народного мистецтва (1991), заслужений майстер народної творчості України, Лауреат обласної премії ім. П. Артеменка, районної — «Решетилівські дивоцвіти — 2015».
Учасниця закордонних (Угорщина), всеукраїнських виставок, конкурсів, фестивалів (Корея, відзначена сертифікатом «Світовий майстер») та ярмарків народного мистецтва.
Брала участь у багатьох Всеукраїнських та міжнародних виставках народного і декоративно-ужиткового мистецтва.

## Родина
Чоловік — Вакуленко Сергій Володимирович (01.05.1960 року, в Решетилівці, Полтавської області. Член Національної спілки майстрів народного мистецтва України.